# グレノーキー航空
グレノーキー航空（グレノーキーこうくう、Glenorchy Air）はニュージーランドの航空会社。ニュージーランド南島にある観光地クイーンズタウンを拠点に遊覧飛行やチャーター便の運航を行っている。ちなみにグレノーキーとはクイーンズタウンから45kmほどの距離にある景勝地のこと。

## 歴史
グレノーキー航空は1992年ジャネット・ルーサーフォードとロバート・ルーサーフォードによって設立された。設立当初は一機のセスナ機のみで営業をしていたが、事業が拡大していたことで1996年に新たにパイパー機を導入した。このパイパー機は現在でも営業に使用されているが、最初のセスナ機は2003年に売却されGippsland Aeronautics機に替えられている。
1999年、グレノーキー航空はニュー・ライン・シネマ社の超大作映画でありニュージーランドで撮影が行われたロード・オブ・ザ・リングシリーズで、南島南部における撮影スタッフや俳優、機材の輸送を請け負っていた。それ故グレノーキー航空では撮影に使われたポイントを遊覧して回るというTRILOGY TRAIL TOURSを提供している。

## 就航都市
現在グレノーキー航空ではおもにクイーンズタウンとミルフォード・サウンドの間の遊覧飛行を行っており、クック山や氷河の見学ツアーも行っている。また場合によってはグレノーキー方面やダニーデン方面に向かうこともある。

## 保有機材
- パイパー・チェロキー・シックス
- ギプスランドGA8